# S.U.M.O.
S.U.M.O (Swedish Underfed Music Operators) är en svensk dansmusikduo bestående av Alf Tumble och Magnus Combo. Deras experimenterande stil förenar traditionell latinamerikansk musik med houserytmer. Med tiden har de dock kommit allt längre ifrån housegenren. Deras första album Rebounces kom 2005 och innehöll en samling remixer av andras produktioner. Det andra albumet The danceband kom 2006 och innehöll egna låtar.
S.U.M.O. har också bland annat gjort remixer av musik med Juvelen.